# اینس انرژیا
اینس انرژیا (انگلیسی: Ence) شرکت خوشه‌ای اسپانیایی است، که در سال ۱۹۵۷ تأسیس شد. این شرکت چندملیتی فناوری‌ها، سیستم‌های اتوماسیون و خدماتی را برای صنایع خمیر کاغذ، کاغذ و انرژی توسعه و عرضه می‌کند.